# Psiquiatria repressiva a la Unió Soviètica
A la Unió Soviètica, la psiquiatria va ser usada amb fins repressius. Els hospitals psiquiàtrics eren usats sovint per les autoritats com a presons amb l'ordre d'aïllar presoners polítics (dissidents del sistema) de la resta de la societat, desacreditar les seves idees, i destruir-los físicament i mentalment, en una mena de tortura. Psikhuixka (rus: психушка) és un terme col·loquial rus per referir-se a un hospital psiquiàtric. Ha estat usat ocasionalment en altres idiomes des que a Occident es va saber de l'existència del moviment dissident dins de la Unió Soviètica.

## Història
Les psikhuixkes havien estat usades cap a finals dels anys 1940 (vegeu: Aleksandr Iessenin-Volpin) i durant "l'era del desglaç de Khrusxov" en la dècada del 1960. Una de les primeres psikuixkes va ser l'Hospital i Presó psiquiàtrica, ubicat a la ciutat de Kazan. Després va ser transferit al control de l'NKVD el 1939 sota el comandament de Lavrenti Béria, qui arribaria ser la mà dreta del dictador Ióssif Stalin. El 29 d'abril de 1969 el líder del KGB Iuri Andrópov, va enviar al Comitè Central del Partit Comunista de la Unió Soviètica un pla per crear una xarxa de psikuixkes.
La psiquiatria oficial controlada per l'estat va abusar en el diagnòstic d'"Esquizofrènia lentament progressiva" (en rus: вялотекущая шизофрения, transcrit com vialotekúsxaia xizofrenia), una forma especial de malaltia la qual suposadament afectava l'individu només en el seu comportament social, sense cap empremta d'una altra característica. "Molt freqüentment, idees sobre lluitar per la veritat i la justícia es formen en la ment de personalitats amb una estructura paranoica", això d'acord amb els professors de l'Institut Serbski de Moscou (comentari dels arxius de Vladímir Bukovski). Alguns d'ells eren d'alt rang dins del Ministeri de l'Interior de Rússia, com ara l'infame Daniïl Lunts, que, segons Víktor Nekipélov, va ser la personificació de "ni més ni menys que, el doctor criminal qui va efectuar experiments inhumans en presoners com es duia a terme dins dels camps d'extermini nazis.
Els individus sans que eren diagnosticats amb malaltia mental eren enviats a hospitals psiquiàtrics ordinaris mentre que aquells qui eren considerats especialment perillosos al règim eren enviats a altres dirigits directament pel Ministeri de l'Interior de Rússia.
El tractament incloïa diverses formes de repressió i tortura com l'electroxoc o radiació, aïllament, tasques forçades, ús de diferents drogues psicotròpiques (com ara, narcòtics, antipsicòtics, i insulina) la qual cosa tenia seqüeles greus en l'individu i algunes vegades això implicava rebre una pallissa. Nekipélov descriure l'ús inhumà de procediments mèdics com ara les puncions lumbars.
Almenys 365 persones sanes van ser tractades per presentar una "definida bogeria política" a la Unió Soviètica i segurament en realitat van poder ser milers més.

## L'abús psiquiàtric exposat
El 1971, Bukovski aconseguí filtrar a Occident més de 150 pàgines on es documentava l'abús psiquiàtric per part de les institucions de salut mental per raons polítiques a la Unió Soviètica. Els successos van commocionar als activistes dels drets humans de tot el món incloent als de la mateixa Unió Soviètica. El gener de 1972, les autoritats soviètiques van empresonar Bukovski durant 7 anys als quals es van agregar 5 anys més que va viure a l'exili, per posar-se en contacte amb periodistes estrangers i per possessió i distribució de literatura clandestina o samizdat.
Juntament amb un company jove dins de la presó de Vladimir, el psiquiatre Semion Glúzman, Bukovski va elaborar Un manual de psiquiatria per a dissidents per tal d'ajudar altres dissidents a lluitar en contra dels abusos de les autoritats.
El 1971 el professor Andrei Sàkharov, que en aquella època ja era un dels més famosos físics soviètics, va donar suport a la protesta de dos presos polítics, Vladímir Fàinberg i Vladímir Boríssov, que van anunciar una vaga de fam en contra de l'agressiu tractament terapèutic basat en medicaments perillosos per a l'activitat mental, en una institució psiquiàtrica de Leningrad. Pel seu activisme en defensa dels drets humans Sàkharov va ser expulsat de l'Acadèmia de les Ciències de la Unió Soviètica i va ser enviat a l'exili intern.

## Reacció de l'Associació Psiquiàtrica Mundial
Quan el primer assumpte va ser exposat a l'Associació Psiquiàtrica Mundial (APM; WPA segons les seva sigles en anglès), la delegació soviètica va amenaçar de retirar-se de l'organització internacional, així que l'APM va incrementar el seu interès en l'assumpte. Mentre el nombre de casos documentats d'abús s'incrementaven així ho feien les protestes, l'APM va canviar la seva postura i va adoptar un codi de conducta ètica per al seu membres i va establir cossos d'investigació per reforçar-lo.
El primer comitè en contra de l'abús polític de la psiquiatria va ser fundat el 1974 a la ciutat suïssa de Ginebra. El 1977, el Congrés Mundial de l'APM que va tenir lloc a Honolulu va adoptar la "Declaració de Hawaii", el primer document a establir una sèrie d'estàndards per guiar el treball dels psiquiatres a tot el món. El congrés també va fer una condemna oficial als abusos psiquiàtrics exercits pel règim soviètic per primera vegada. El 1982, enfrontada a la imminent expulsió de l'APM, la delegació soviètica va optar pel seu retir voluntari, i el 1983 l'APM al seu congrés, celebrat a Viena va adoptar la resolució d'adoptar estrictes condicions per a la seva reincorporació. La campanya de Mikhaïl Gorbatxov anomenada glàsnost, va contribuir significativament a l'exposició de més evidències en la premsa soviètica. El 1989, dos anys abans de l'esfondrament del règim soviètic, la delegació soviètica va reconèixer l'abús sistemàtic de la psiquiatria amb finalitats polítiques verificat al seu propi país.

## Temps post-soviètics
L'Institut Serbski de Moscou segueix conduint milers d'avaluacions ordenades per una cort a l'any, i és font de noves teoria conspiratives.
Quan el criminal de guerra Iuri Budànov va ser avaluat allà el 2002, el quadre mèdic que va efectuar l'anàlisi estava dirigit per Tamara Petxérnikova, que anteriorment havia condemnat a Natàlia Gorbanévskaia. Budànov no va ser trobat culpable per raó de patir "bogeria temporal". Després de la seva atrocitat pública va ser trobat sa per un altre quadre mèdic que incloïa a Gueorgui Morózov, director de l'institut el qual havia declarat bojos a molts dissidents en el passat.
Hi ha hagut informes a la primera dècada del segle xxi sobre un renovat empresonament en institucions psiquiàtriques de gent "inconvenient" per les autoritats russes. La BBC va informar del cas notable de la dissident russa Larissa Arap qui va ser confinada de manera forçada a una clínica psiquiàtrica localitzada a Apatiti.

## Dissidents famosos
- Vladímir Bukovski
- Natàlia Gorbanévskaia
- Aleksandr Iessénin-Volpin
- Piotr Grigorenko
- Anatoli Koriaguin
- Jorés Medvédev
- Víktor Nekipélov
- Valéria Novodvórskaia
- Leonid Pliusx
- Andrei Sàkharov
- Natan Xaranski
- Andrei Siniavski